# Прощавай, зброє (фільм, 1932)
«Прощавай, зброє!» (англ. A Farewell to Arms) — фільм американського режисера Френка Борзейгі, знятий в 1932 році на кіностудії Paramount Pictures за сюжетом однойменного роману Ернеста Гемінґвея. Картина була номінована на 4 премії Оскар, з яких отримала дві — за найкращу операторську роботу і за найкращий звук.

## Зміст
Громадянин США Фредерік Генрі в роки Першої світової війни вступає в італійську армію лейтенантом санітарного батальйону. Під час однієї з нічних бомбардувань він випадково знайомиться з медсестрою, англійкою Кетрін Барклі. Вже під час другої зустрічі молоді люди, усвідомлюючи крихкість життя й кохання на війні, вступають в інтимну близькість. При наступальній операції Фредерік отримує численні осколкові рани ніг. Його оперує товариш, капітан італійської медичної служби Рінальді. Цей офіцер, також захоплений міс Барклі й був вражений її вибором, з усім тим влаштовує так, що для подальшого лікування Фредерік відправлений у Мілан, в госпіталь, де служить Кетрін. Молоді люди зізнаються у взаємній любові. Полковий священник, порушуючи армійський статут та релігійні канони, вінчає їх.
Після одужання Фредерік повертається в діючу армію. Він щодня відправляє Кетрін листи, проте вона їх не отримує. Рінальді не бажає вірити в їх любов і хоче повернути Фредеріка до колишнього способу життя — холостяцькому розгулу (на думку ряду критиків причина його вчинків — ревнощі). Він, як старший офіцер відповідальний за здійснення військової цензури кореспонденції, забороняє відправку та одержання листів лейтенанта Генрі. Фредерік все більше стурбований. Під час однієї з бойових операцій він залишає розташування частини, тим самим формально стаючи дезертиром. Потайки він пробирається в Мілан, але Кетрін в госпіталі вже немає. Її подруга Еллен приховує її місцезнаходження, але повідомляє, що дівчина вагітна. Від Рінальді Фредерік дізнається, що його кохана у Швейцарії й нелегально відправляється туди. Він знаходить її в палаті пологового будинку містечка Бріссаго, але трапляється трагедія: дитина народжується мертвою, через кілька годин Кетрін вмирає на руках Фредеріка. Одночасно лунає дзвоновий сполох, що сповіщає про укладення мирного договору між Італією та Австро-Угорщиною.
Існує альтернативний, «щасливий голлівудський» фінал — Кетрін виживає. Фільм в редакції з таким розвитком сюжету демонструвався в США в 1930-х роках, був позитивно сприйнятий глядачами, але викликав протест у Ернеста Гемінґвея.

## Ролі
| Актор        | Роль           |
| ------------ | -------------- |
| Гері Купер   | Фредерік Генрі |
| Гелен Гейс   | Кетрін Барклі  |
| Адольф Менжу | Рінальді       |
| Джек Ля Ру   | священик       |
| Мері Філліпс | Еллен Фергюсон |

## Нагороди
- 1932 рік — премія Національної ради кінокритиків США
- 1934 рік — Премія «Оскар» за найкращу операторську роботу
- 1934 рік — Премія «Оскар» за найкращий звук

## Критика
Оглядач газети «The New York Times» у 1930-ті роки так відгукнувся про фільм: "Можливо тими, хто не читав роман Хемінгуея, картина буде сприйнята з певним інтересом як трагічна мелодрама. Однак при цьому в деяких сценах кінематографісти вважають само собою зрозумілим, що глядачі читали книгу. Фільм занадто швидко переходить від одного епізоду до іншого, а тяготи й переживання лейтенанта Генрі позначаються уривками, швидше натяками, ніж прямим текстом.

## Знімальна група
- Режисер — Ребекка Томас
- Сценарист — Ребекка Томас
- Продюсер — Джессіка Колдуелл, Річард Нейстадтер, Алехандро Де Леон
- Композитор — Ерік Колвін